# Myrtle Grove (Carolina del Norte)
Myrtle Grove es un lugar designado por el censo ubicado en el condado de New Hanover en el estado estadounidense de Carolina del Norte. La localidad en el año 2000, tenía una población de 7.125 habitantes en una superficie de 18,8 km², con una densidad poblacional de 400,5 personas por km².

## Geografía
Myrtle Grove se encuentra ubicado en las coordenadas 34°7′45″N 77°52′58″O / 34.12917, -77.88278. Según la Oficina del Censo, la localidad tiene un área total de 18,8 km² (7,3 mi²), de la cual 17,8 km² (6,9 mi²) es tierra y 1 km² (0,4 mi²) (5.37%) es agua.

### Localidades adyacentes
El siguiente diagrama muestra a las localidades en un radio de 12 kilómetros (7,5 mi) de Myrtle Grove.

## Demografía
En el 2000 la renta per cápita promedia del hogar era de $55.242, y el ingreso promedio para una familia era de $60.850. El ingreso per cápita para la localidad era de $28.775. En 2000 los hombres tenían un ingreso per cápita de $40.638 contra $25.597 para las mujeres. Alrededor del 5.80% de la población estaba bajo el umbral de pobreza nacional.